# Hnyla Lypa
La rivière Hnyla Lypa (en ukrainien : Гнила Липа ; en russe : Гнилая Липа, Gnilaïa Lipa ; en polonais : Gniła Lipa) est un cours d'eau d'Ukraine et un affluent gauche du Dniestr. Son nom signifie « tilleul pourri » à la fois en français.

## Géographie
La Hnyla Lypa prend sa source sur le plateau de Volhynie-Podolie et suit un cours de direction nord-sud, parallèle à celui de la Zolota Lypa. Elle est longue de 87 km et draine un bassin d'une superficie de 1 320 km2. Elle arrose les oblasts de Lviv et d'Ivano-Frankivsk, dans l'ouest de l'Ukraine.
La Hnyla Lypa arrose les villes de Peremychliany, Rohatyn (oblast de Lviv) et Bourchtyn (oblast d'Ivano-Frankivsk). La rivière est barrée près de son point de confluence avec le Dniestr et forme un réservoir à la hauteur de la ville de Bourchtyn.

## Histoire
En août 1914, les armées russe et austro-hongroise s'y affrontent lors de la bataille de la Gnila Lipa (de). 

## Source
- (uk) Cet article est partiellement ou en totalité issu de l’article de Wikipédia en ukrainien intitulé « Гнила Липа » (voir la liste des auteurs).